# Joseph Jude Tyson

Wappen von Joseph Jude Tyson

 Joseph Jude Tyson (* 16. Oktober 1957 in Moses Lake) ist Bischof von Yakima.

## Leben
Der Erzbischof von Seattle, Raymond Gerhardt Hunthausen, weihte ihn am 10. Juni 1989 zum Priester.
Papst Benedikt XVI. ernannte ihn am 12. Mai 2005 zum Weihbischof in Seattle und Titularbischof von Migirpa. Der Erzbischof von Seattle, Alexander Joseph Brunett, spendete ihm am 6. Juni desselben Jahres die Bischofsweihe; Mitkonsekratoren waren Gustavo García-Siller MSpS, Weihbischof in Chicago, und George Leo Thomas, Bischof von Helena. Als Wahlspruch wählte er Christo Lumen ad Gentes.
Am 12. April 2011 wurde er zum Bischof von Yakima ernannt und am 31. Mai desselben Jahres in das Amt eingeführt.
Im Oktober 2012 forderte Tyson die Katholiken auf, bei Volksentscheiden gegen die Anerkennung der Gleichgeschlechtlichen Ehe im Eherecht der Staaten Maine, Maryland und Washington zu stimmen.